# 本城町 (鹿児島市)
本城町（ほんじょうちょう）は、鹿児島県鹿児島市の町。旧薩摩国鹿児島郡吉田郷本城村、鹿児島郡吉田村大字本城、鹿児島郡吉田町大字本城。郵便番号は891-1303。人口は537人、世帯数は272世帯（2020年4月1日現在）。

## 地理
鹿児島市の北部（吉田地域）、本名川の上流域に位置している。町域の北方には東佐多町、西佐多町、南方には宮之浦町、西方には本名町、東方には姶良市平松が接している。
東部は山地で他はシラスに覆われた丘陵性台地に囲まれた本名川沿いに集落が所在している。町域の中央に九州自動車道が通っており本城バスストップがあるが現在西日本高速道路の管理用施設となっている。九州自動車道に沿って鹿児島県道25号鹿児島蒲生線が通り、本名川が流れる。
北方には鹿児島県道40号伊集院蒲生溝辺線が通っている。中央部にはゴールデンパームカントリークラブがあり、多くの面積を占めている。その南方には鹿児島市役所吉田支所や鹿児島市立本城小学校などの公共施設が多く所在している。

## 歴史

### 成立から町村制施行まで
鎌倉期には中納と称していた。本城名という地名は戦国期より見え、大隅国吉田院のうちの名田名であった。永正14年の島津氏老臣連署坪付に吉田院に本城名が属しているという記述が見える。
江戸期には薩摩国鹿児島郡吉田郷（外城）のうちであった。村高は「郡村高辻帳」では1,016石余、「三州御治世要覧」では807石余、「天保郷帳」では1,016石余、「旧高旧領」では683石余であった。

### 町村制施行以後
1889年（明治22年）には町村制が施行されたのに伴い、江戸期の本城村は吉田村の大字「本城」となった。1972年（昭和47年）には吉田村が町制施行し吉田町の大字となった。1998年（平成10年）2月27日に本城字立迫の一部が西佐多浦の一部となった。
2004年（平成16年）11月1日に吉田町が鹿児島郡桜島町、日置郡松元町、郡山町、揖宿郡喜入町と共に鹿児島市に編入された。合併に際して設置された法定合併協議会である鹿児島地区合併協議会における協議によって、吉田町の区域の大字については「字の区域を廃止し、当該廃止された字の区域に相当する区域により新たに町の区域を設定し、その名称については表示案に基づき、各町の意向を尊重し合併までに調整するものとする」と協定された。
前述の協定に基づいて、合併前の10月26日に鹿児島県の告示である「 町の区域の設定及び字の廃止」が鹿児島県公報に掲載された。この告示の規定に基づき、それまでの大字本城は廃止され、大字本城の全域を以て新たに鹿児島市の町「本城町」が設置された。

### 町・字域の変遷
| 実施後               | 実施年                    | 実施前                 |
| -------------------- | ------------------------- | ---------------------- |
| 大字西佐多浦（編入） | 1998年（平成10年）2月27日 | 大字本城字立迫（一部） |

## 人口
本城町（本城）の人口の変遷を以下に示す。
| 年                 | 世帯数 | 人口 |
| ------------------ | ------ | ---- |
| 1884年（明治17年） | 80     | 355  |
| 1925年（大正14年） | 159    | 708  |
| 1931年（昭和6年）  | 164    | 777  |
| 1980年（昭和55年） | 184    | 595  |
| 1990年（平成2年）  | 221    | 624  |

## 施設

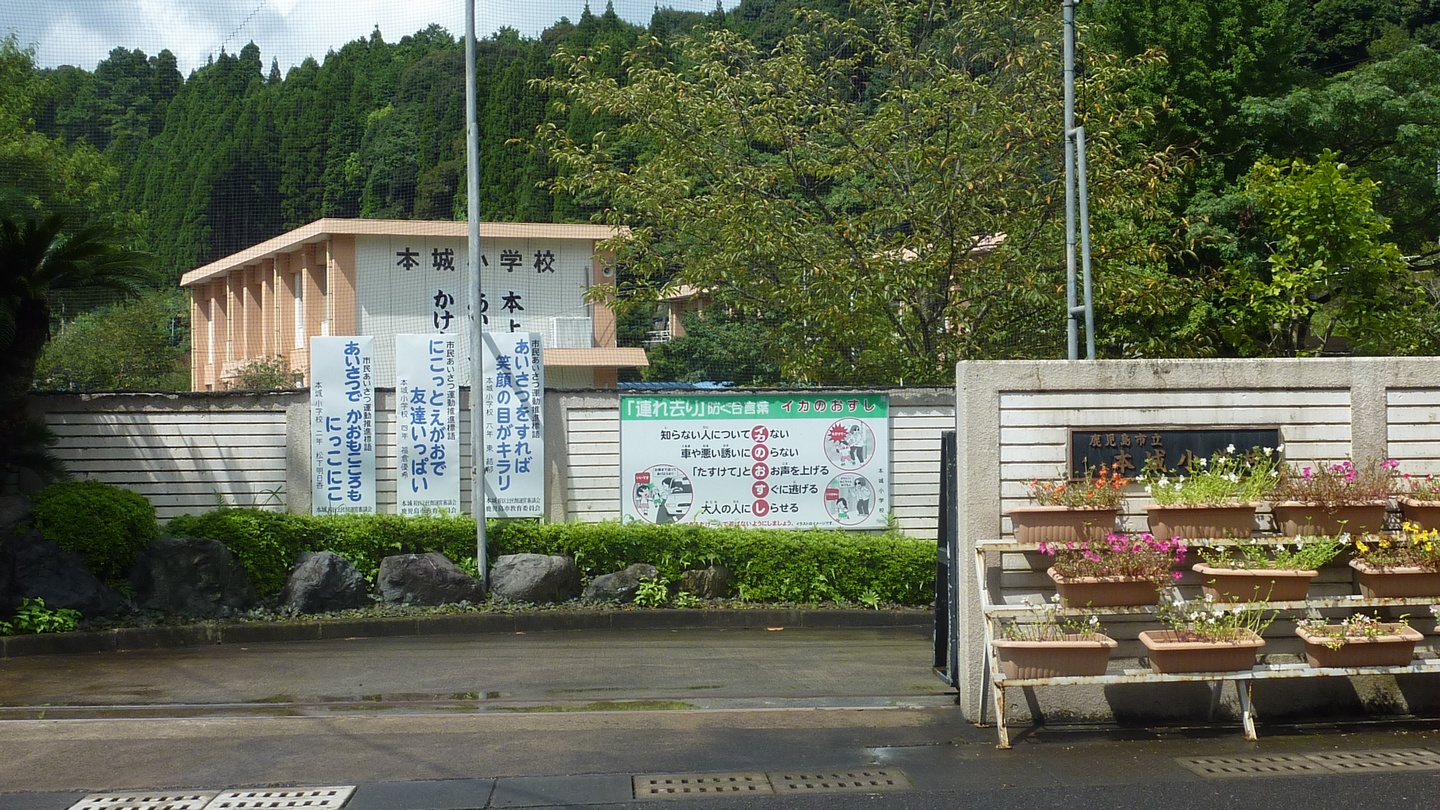
鹿児島市立本城小学校

### 公共
- 鹿児島市役所吉田支所
- 本城校区町内会館（コミュニティ協議会）
- 吉田公民館
- 鹿児島市吉田福祉センター
- 吉田文化体育センター

### 教育
- 鹿児島市立本城小学校

### 寺社
- 花尾神社

## 小・中学校の学区
市立小・中学校に通う場合、学区（校区）は以下の通りとなる。
| 町丁   | 番・番地             | 小学校               | 中学校                 |
| ------ | -------------------- | -------------------- | ---------------------- |
| 本城町 | 4984-5000、6796-6895 | 鹿児島市立吉田小学校 | 鹿児島市立吉田北中学校 |
| 本城町 | 上記を除く全域       | 鹿児島市立本城小学校 | 鹿児島市立吉田南中学校 |

## 交通

### 道路
高速自動車国道
- 九州自動車道（九州縦貫自動車道鹿児島線）
  - 本城バスストップ（休止中）

主要地方道
- 鹿児島県道25号鹿児島蒲生線
- 鹿児島県道40号伊集院蒲生溝辺線